# Холокост в Лидском районе
Холокост в Ли́дском районе — систематическое преследование и уничтожение евреев на территории Лидского района Гродненской области оккупационными властями нацистской Германии и коллаборационистами в 1941—1944 годах во время Второй мировой войны, в рамках политики «Окончательного решения еврейского вопроса» — составная часть Холокоста в Белоруссии и Катастрофы европейского еврейства.

## Геноцид евреев в районе
Лидский район был полностью оккупирован немецкими войсками в июне 1941 года, и оккупация продлилась более трёх лет — до июля 1944 года. Нацисты включили Лидский район в состав территории, административно отнесённой в состав генерального округа Белорутения рейхскомиссариата «Остланд».
Вся полнота власти в районе принадлежала зондерфюреру — немецкому шефу района, который подчинялся руководителю округи — гебитскомиссару. Во всех крупных деревнях района были созданы районные (волостные) управы и полицейские гарнизоны из белорусских и польских коллаборационистов.
Для осуществления политики геноцида и проведения карательных операций сразу вслед за войсками в район прибыли карательные подразделения войск СС, айнзатцгруппы, зондеркоманды, тайная полевая полиция (ГФП), полиция безопасности и СД, жандармерия и гестапо.
Одновременно с оккупацией нацисты и их приспешники начали поголовное уничтожение евреев. «Акции» (таким эвфемизмом гитлеровцы называли организованные ими массовые убийства) повторялись множество раз во многих местах. В тех населенных пунктах, где евреев убили не сразу, их содержали в условиях гетто вплоть до полного уничтожения, используя на тяжелых и грязных принудительных работах, от чего многие узники умерли от непосильных нагрузок в условиях постоянного голода и отсутствия медицинской помощи.
За время оккупации практически все евреи Лидской округи — более 20 000 человек — были убиты, а немногие спасшиеся в большинстве воевали впоследствии в партизанских отрядах.

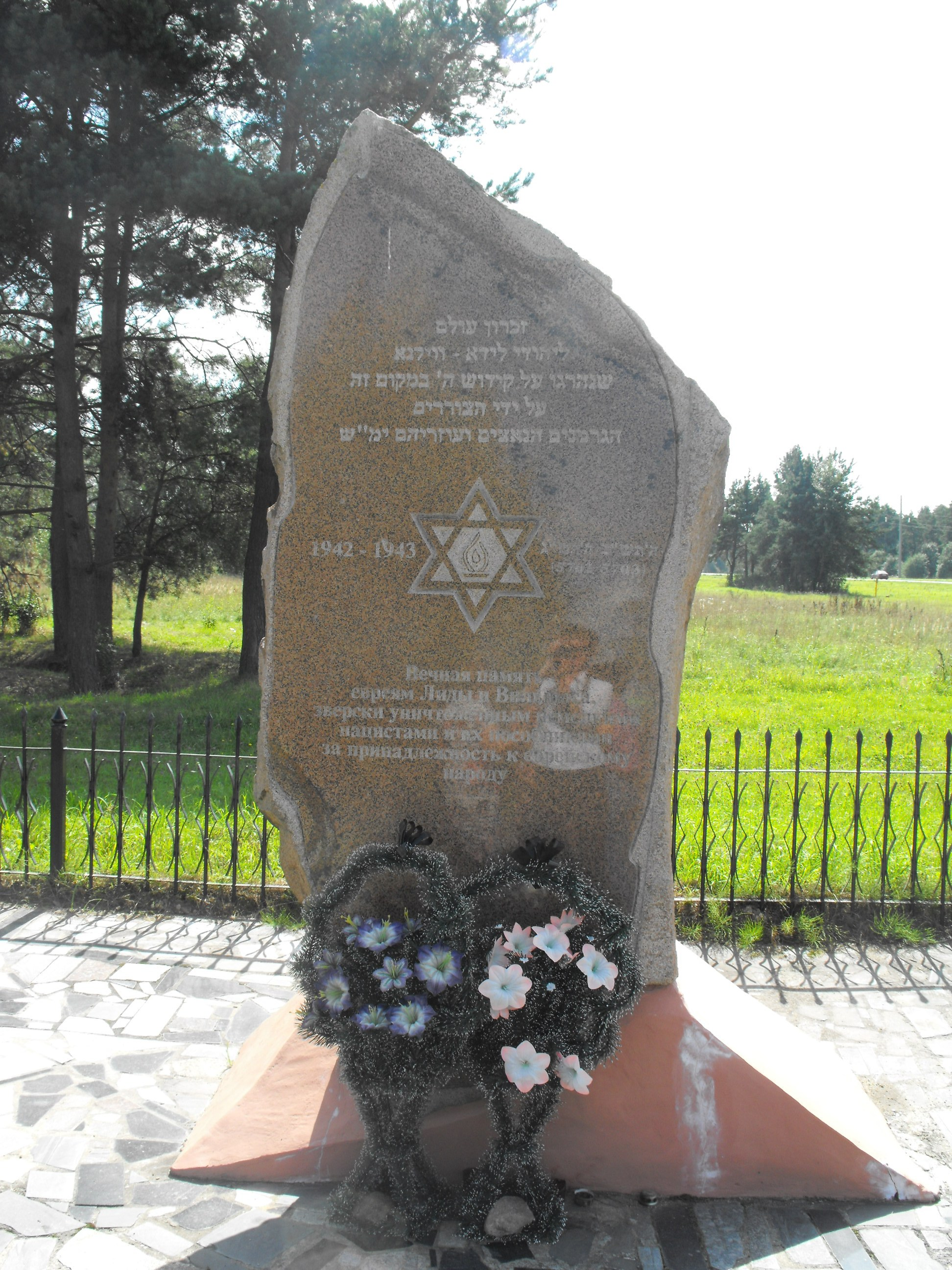
Мемориальный комплекс на одном из мест убийства евреев Лиды

Самые массовые убийства евреев в районе происходили в Лиде, в деревнях Селец (50 человек в июле 1941 года), Белица и других.
В деревне Белица перед войной жили около 750 евреев. Деревня была оккупирована с 27 июня 1941 года до 9 июля 1944 года. Немцы очень серьёзно относились к возможности еврейского сопротивления, и поэтому в первую очередь убивали в гетто или ещё до его создания евреев-мужчин в возрасте от 15 до 50 лет — несмотря на экономическую нецелесообразность, так как это были самые трудоспособные узники. По этой причине сразу после оккупации немцы расстреляли и закопали рядом с православной церковью евреев-мужчин (47 человек). Оставшихся женщин, детей и стариков увели в гетто в Дятлово. Останки убитых — несколько сотен человек — в 1998 году были перезахоронены.

## Гетто
Оккупационные власти под страхом смерти запретили евреям снимать желтые латы или шестиконечные звезды (опознавательные знаки на верхней одежде), выходить из гетто без специального разрешения, менять место проживания и квартиру внутри гетто, ходить по тротуарам, пользоваться общественным транспортом, находиться на территории парков и общественных мест, посещать школы.
Немцы, реализуя нацистскую программу уничтожения евреев, создали на территории района 1 гетто — в Лиде, где с лета 1941 по сентябрь 1943 года были замучены и убиты около 8000 евреев.

## Случаи спасения и «Праведники народов мира»
В Лидском районе 8 человек были удостоены почетного звания «Праведник народов мира» от израильского мемориального института «Яд Вашем» «в знак глубочайшей признательности за помощь, оказанную еврейскому народу в годы Второй мировой войны»:
- Пастернак Петр и Стефания — за спасение Молчадского Вольфа и Рубинович Сары в Лиде[17];
- Шумская Мария — за спасение Дегенфиш Галины в Осово;
- Малаховские Владислав и Франц — за спасение Мукасей Хаси, Новосланского Цви и Геллера и семьи Глобух в Плясовичах[18];
- Дойлитко Ян, Стах и Спивак (Дойлитко) Леокадия — за спасение Басист Хаима в Лиде[19].

## Память
Опубликованы неполные списки жертв геноцида евреев в Лидском районе.
Памятники убитым евреям района установлены в Лиде и в Белице.